# Holler
Holler (en luxemburguès: Holler; en alemany: Holler) és una vila de la comuna de Weiswampach, situada al districte de Diekirch del cantó de Clervaux. Està a uns 57 km de distància de la ciutat de Luxemburg.